# Pontos extremos de Portugal
Lista dos pontos extremos de Portugal, os pontos que estão mais a norte, sul, leste ou oeste de qualquer outro local no território português.
Portugal
- Ponto mais setentrional — Cevide (42° 09′ 14,44″ N, 8° 11′ 53,55″ O)

pontos extremos de Portugal Continental, 
freguesia de Cristoval, concelho de Melgaço, distrito de Viana do Castelo (é também o ponto mais setentrional de toda a Lusofonia).
- Ponto mais meridional — Ilhéu de Fora (30° 02′ 04,64″ N, 16° 02′ 34,03″ O)

Ilhas Selvagens, freguesia da Sé, concelho do Funchal, Madeira
- Ponto mais ocidental — Ilhéu do Monchique (39° 29′ 42,79″ N, 31° 16′ 29,85″ O)

freguesia de Fajã Grande, concelho das Lajes das Flores, Ilha das Flores, Açores (também o ponto mais ocidental da Europa)
- Ponto mais oriental — Penha das Torres (41° 34′ 29,61″ N, 6° 11′ 21,38″ O)

freguesia de Paradela, concelho de Miranda do Douro, distrito de Bragança
- Ponto mais alto — Montanha do Pico (38° 28′ 06,63″ N, 28° 23′ 56,91″ O)

freguesia de São Caetano, concelho da Madalena, Ilha do Pico, Açores; altitude: 2351 m
Portugal Continental
- Ponto mais setentrional — Cevide (42° 09′ 14,44″ N, 8° 11′ 53,55″ O)

freguesia de Cristoval, concelho de Melgaço, distrito de Viana do Castelo
- Ponto mais meridional — Cabo de Santa Maria (36° 57′ 37,05″ N, 7° 53′ 13,66″ O)

freguesia da Sé, concelho e distrito de Faro, no Algarve
- Ponto mais ocidental — Cabo da Roca (38° 46′ 51,67″ N, 9° 30′ 01,77″ O)

freguesia de Colares, concelho de Sintra, distrito de Lisboa (também o ponto mais ocidental da Europa Continental)
- Ponto mais oriental — Penha das Torres (41° 34′ 29,61″ N, 6° 11′ 21,38″ O)

freguesia de Paradela, concelho de Miranda do Douro, distrito de Bragança
- Ponto mais alto — Torre (40° 19′ 18,42″ N, 7° 36′ 49,75″ O)

freguesia de Loriga, concelho de Seia, distrito da Guarda, na Serra da Estrela; altitude: 1993 m